# 華北平原

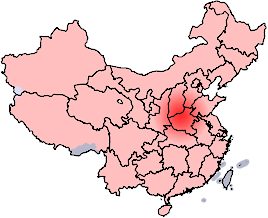
中原地帯

華北平原（かほくへいげん）は、中国にある平野。現在の華北と呼ばれるエリアとは多分に重なるが、必ずしも完全には一致しない。伝統的に中原と呼ばれるエリアを中心とする平原だが、文脈によって中原と同義であることもある。地理的に内蒙古と満州と隣接する。

## 概要
世界でも有数、中国では2番目の広さを誇る平野である。中国で最も広い東北平原が極寒で荒地が多いのに対して、華北平原は地味豊かで限りなく平らで温暖で、黄河を始めとする大河が流れているので、実質的には華北平原が中国で最も主要な平野であり、この平野を主体として中国の歴史があった。面積は日本の5分の4ほどの31万平方キロメートルで、北は北京で燕山山脈があり、山海関で東北平原と接し、南は合肥の北で長江平原と接し、東は青島で山東半島の山々と接し、西は函谷関で関中と接している。

## 利用史
黄河文明の位置した華北平原は歴史的に早くから開発されたため、古い時代から森林が減少して薪の不足に直面したが、この地域に豊富に埋蔵される石炭もまた古くから知られ、北宋時代には庶民に至るまで日常の燃料に石炭を用いるようになった。
降水量が多くないため現代の農業では地下水を汲み上げて利用しているが、その過剰な取水により地下水位が低下している。そのため、流域降水量の多い南方の長江から華北平原に水路を引く南水北調工程が進行している。

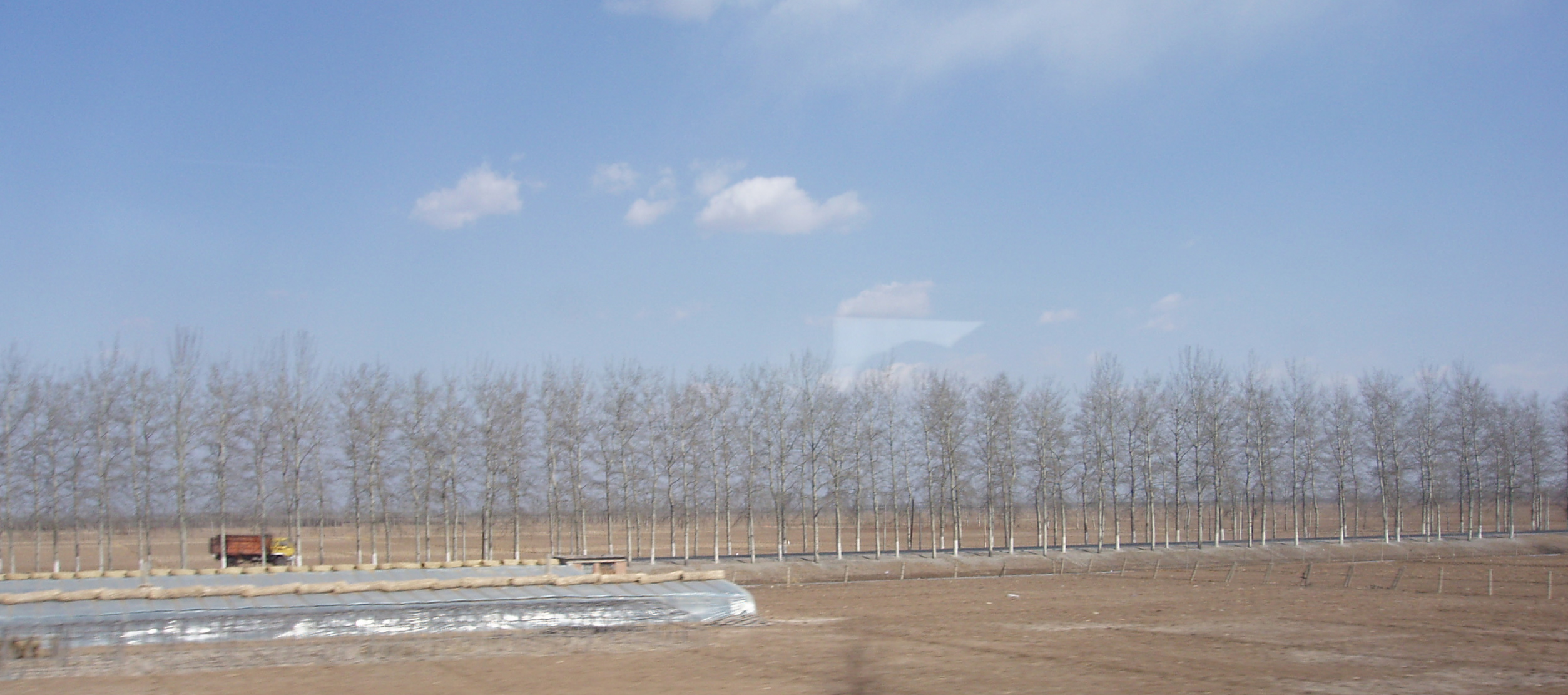
冬の華北平原

座標: 北緯36度34分48秒 東経117度09分36秒 / 北緯36.58000度 東経117.16000度